# توشییا ایشیی
توشییا ایشیی (انگلیسی: Toshiya Ishii؛ زادهٔ ۱۹ ژانویهٔ ۱۹۷۸) بازیکن فوتبال اهل ژاپن است.
از باشگاه‌هایی که در آن بازی کرده‌است می‌توان به باشگاه فوتبال اوراوا رد دیاموندز اشاره کرد.